# Danh sách tiểu hành tinh: 16201–16300
| Tên                  | Tên đầu tiên | Ngày phát hiện      | Nơi phát hiện                      | Người phát hiện                                        |
| -------------------- | ------------ | ------------------- | ---------------------------------- | ------------------------------------------------------ |
| 16201 -              | 2000 CK1     | 4 tháng 2 năm 2000  | Đài thiên văn Zvjezdarnica Višnjan | K. Korlević                                            |
| 16202 Srivastava     | 2000 CE28    | 2 tháng 2 năm 2000  | Socorro                            | LINEAR                                                 |
| 16203 Jessicastahl   | 2000 CH32    | 2 tháng 2 năm 2000  | Socorro                            | LINEAR                                                 |
| 16204 -              | 2000 CT33    | 4 tháng 2 năm 2000  | Đài thiên văn Zvjezdarnica Višnjan | K. Korlević                                            |
| 16205 -              | 2000 CC34    | 4 tháng 2 năm 2000  | Višnjan Observatory                | K. Korlević                                            |
| 16206 -              | 2000 CL39    | 4 tháng 2 năm 2000  | Socorro                            | LINEAR                                                 |
| 16207 -              | 2000 CV40    | 1 tháng 2 năm 2000  | Catalina                           | CSS                                                    |
| 16208 -              | 2000 CL52    | 2 tháng 2 năm 2000  | Socorro                            | LINEAR                                                 |
| 16209 Sterner        | 2000 CB56    | 4 tháng 2 năm 2000  | Socorro                            | LINEAR                                                 |
| 16210 -              | 2000 CY61    | 2 tháng 2 năm 2000  | Socorro                            | LINEAR                                                 |
| 16211 Samirsur       | 2000 CL83    | 4 tháng 2 năm 2000  | Socorro                            | LINEAR                                                 |
| 16212 Theberge       | 2000 CB84    | 4 tháng 2 năm 2000  | Socorro                            | LINEAR                                                 |
| 16213 -              | 2000 CG85    | 4 tháng 2 năm 2000  | Socorro                            | LINEAR                                                 |
| 16214 Venkatachalam  | 2000 CM87    | 4 tháng 2 năm 2000  | Socorro                            | LINEAR                                                 |
| 16215 Venkatraman    | 2000 CB104   | 11 tháng 2 năm 2000 | Socorro                            | LINEAR                                                 |
| 16216 -              | 2000 DR4     | 28 tháng 2 năm 2000 | Socorro                            | LINEAR                                                 |
| 16217 Peterbroughton | 2000 DR13    | 28 tháng 2 năm 2000 | Kitt Peak                          | Spacewatch                                             |
| 16218 -              | 2000 DV14    | 26 tháng 2 năm 2000 | Catalina                           | CSS                                                    |
| 16219 Venturelli     | 2000 DL29    | 29 tháng 2 năm 2000 | Socorro                            | LINEAR                                                 |
| 16220 Mikewagner     | 2000 DB40    | 29 tháng 2 năm 2000 | Socorro                            | LINEAR                                                 |
| 16221 Kevinyang      | 2000 DX48    | 29 tháng 2 năm 2000 | Socorro                            | LINEAR                                                 |
| 16222 Donnanderson   | 2000 DK55    | 29 tháng 2 năm 2000 | Socorro                            | LINEAR                                                 |
| 16223 -              | 2000 DR69    | 29 tháng 2 năm 2000 | Socorro                            | LINEAR                                                 |
| 16224 -              | 2000 DU69    | 29 tháng 2 năm 2000 | Socorro                            | LINEAR                                                 |
| 16225 Georgebaldo    | 2000 DF71    | 29 tháng 2 năm 2000 | Socorro                            | LINEAR                                                 |
| 16226 Beaton         | 2000 DT72    | 29 tháng 2 năm 2000 | Socorro                            | LINEAR                                                 |
| 16227 -              | 2000 DY73    | 29 tháng 2 năm 2000 | Socorro                            | LINEAR                                                 |
| 16228 -              | 2000 EC39    | 8 tháng 3 năm 2000  | Socorro                            | LINEAR                                                 |
| 16229 -              | 2000 EM46    | 9 tháng 3 năm 2000  | Socorro                            | LINEAR                                                 |
| 16230 Benson         | 2000 EA95    | 9 tháng 3 năm 2000  | Socorro                            | LINEAR                                                 |
| 16231 Jessberger     | 2000 ES130   | 11 tháng 3 năm 2000 | Anderson Mesa                      | LONEOS                                                 |
| 16232 Chijagerbs     | 2000 ED152   | 6 tháng 3 năm 2000  | Haleakala                          | NEAT                                                   |
| 16233 -              | 2000 FA12    | 31 tháng 3 năm 2000 | Socorro                            | LINEAR                                                 |
| 16234 Bosse          | 2000 FR20    | 29 tháng 3 năm 2000 | Socorro                            | LINEAR                                                 |
| 16235 -              | 2000 FF46    | 29 tháng 3 năm 2000 | Socorro                            | LINEAR                                                 |
| 16236 Stebrehmer     | 2000 GG51    | 5 tháng 4 năm 2000  | Socorro                            | LINEAR                                                 |
| 16237 -              | 2000 GX76    | 5 tháng 4 năm 2000  | Socorro                            | LINEAR                                                 |
| 16238 Chappe         | 2000 GY104   | 7 tháng 4 năm 2000  | Socorro                            | LINEAR                                                 |
| 16239 Dower          | 2000 GY105   | 7 tháng 4 năm 2000  | Socorro                            | LINEAR                                                 |
| 16240 -              | 2000 GJ115   | 8 tháng 4 năm 2000  | Socorro                            | LINEAR                                                 |
| 16241 Dvorsky        | 2000 GD126   | 7 tháng 4 năm 2000  | Socorro                            | LINEAR                                                 |
| 16242 -              | 2000 GT126   | 7 tháng 4 năm 2000  | Socorro                            | LINEAR                                                 |
| 16243 Rosenbauer     | 2000 GO147   | 4 tháng 4 năm 2000  | Anderson Mesa                      | LONEOS                                                 |
| 16244 Brož           | 2000 GQ147   | 4 tháng 4 năm 2000  | Anderson Mesa                      | LONEOS                                                 |
| 16245 -              | 2000 GM160   | 7 tháng 4 năm 2000  | Socorro                            | LINEAR                                                 |
| 16246 Cantor         | 2000 HO3     | 27 tháng 4 năm 2000 | Prescott                           | P. G. Comba                                            |
| 16247 Esner          | 2000 HY11    | 28 tháng 4 năm 2000 | Socorro                            | LINEAR                                                 |
| 16248 Fox            | 2000 HT13    | 28 tháng 4 năm 2000 | Socorro                            | LINEAR                                                 |
| 16249 Cauchy         | 2000 HT14    | 29 tháng 4 năm 2000 | Prescott                           | P. G. Comba                                            |
| 16250 Delbó          | 2000 HP26    | 26 tháng 4 năm 2000 | Anderson Mesa                      | LONEOS                                                 |
| 16251 Barbifrank     | 2000 HX48    | 29 tháng 4 năm 2000 | Socorro                            | LINEAR                                                 |
| 16252 Franfrost      | 2000 HQ51    | 29 tháng 4 năm 2000 | Socorro                            | LINEAR                                                 |
| 16253 Griffis        | 2000 HJ52    | 29 tháng 4 năm 2000 | Socorro                            | LINEAR                                                 |
| 16254 Harper         | 2000 HZ53    | 29 tháng 4 năm 2000 | Socorro                            | LINEAR                                                 |
| 16255 Hampton        | 2000 HX63    | 26 tháng 4 năm 2000 | Anderson Mesa                      | LONEOS                                                 |
| 16256 -              | 2000 JM2     | 3 tháng 5 năm 2000  | Socorro                            | LINEAR                                                 |
| 16257 -              | 2000 JY6     | 4 tháng 5 năm 2000  | Socorro                            | LINEAR                                                 |
| 16258 Willhayes      | 2000 JP13    | 6 tháng 5 năm 2000  | Socorro                            | LINEAR                                                 |
| 16259 Housinger      | 2000 JR13    | 6 tháng 5 năm 2000  | Socorro                            | LINEAR                                                 |
| 16260 Sputnik        | 2000 JO15    | 9 tháng 5 năm 2000  | Reedy Creek                        | J. Broughton                                           |
| 16261 -              | 2000 JF18    | 4 tháng 5 năm 2000  | Nanyo                              | Nanyo                                                  |
| 16262 Rikurtz        | 2000 JR32    | 7 tháng 5 năm 2000  | Socorro                            | LINEAR                                                 |
| 16263 -              | 2000 JV37    | 7 tháng 5 năm 2000  | Socorro                            | LINEAR                                                 |
| 16264 Richlee        | 2000 JH40    | 7 tháng 5 năm 2000  | Socorro                            | LINEAR                                                 |
| 16265 Lemay          | 2000 JL43    | 7 tháng 5 năm 2000  | Socorro                            | LINEAR                                                 |
| 16266 Johconnell     | 2000 JX43    | 7 tháng 5 năm 2000  | Socorro                            | LINEAR                                                 |
| 16267 Mcdermott      | 2000 JY43    | 7 tháng 5 năm 2000  | Socorro                            | LINEAR                                                 |
| 16268 Mcneeley       | 2000 JD44    | 7 tháng 5 năm 2000  | Socorro                            | LINEAR                                                 |
| 16269 Merkord        | 2000 JP44    | 7 tháng 5 năm 2000  | Socorro                            | LINEAR                                                 |
| 16270 -              | 2000 JH48    | 9 tháng 5 năm 2000  | Socorro                            | LINEAR                                                 |
| 16271 Duanenichols   | 2000 JC55    | 6 tháng 5 năm 2000  | Socorro                            | LINEAR                                                 |
| 16272 -              | 2000 JS55    | 6 tháng 5 năm 2000  | Socorro                            | LINEAR                                                 |
| 16273 Oneill         | 2000 JS56    | 6 tháng 5 năm 2000  | Socorro                            | LINEAR                                                 |
| 16274 Pavlica        | 2000 JX56    | 6 tháng 5 năm 2000  | Socorro                            | LINEAR                                                 |
| 16275 -              | 2000 JP58    | 6 tháng 5 năm 2000  | Socorro                            | LINEAR                                                 |
| 16276 -              | 2000 JX61    | 7 tháng 5 năm 2000  | Socorro                            | LINEAR                                                 |
| 16277 -              | 2000 JW74    | 4 tháng 5 năm 2000  | Kitt Peak                          | Spacewatch                                             |
| 16278 -              | 2000 JM77    | 7 tháng 5 năm 2000  | Socorro                            | LINEAR                                                 |
| 16279 -              | 2000 KJ23    | 28 tháng 5 năm 2000 | Socorro                            | LINEAR                                                 |
| 16280 Groussin       | 2000 LS6     | 1 tháng 6 năm 2000  | Anderson Mesa                      | LONEOS                                                 |
| 16281 -              | 2071 P-L     | 24 tháng 9 năm 1960 | Palomar                            | C. J. van Houten, I. van Houten-Groeneveld, T. Gehrels |
| 16282 -              | 2512 P-L     | 24 tháng 9 năm 1960 | Palomar                            | C. J. van Houten, I. van Houten-Groeneveld, T. Gehrels |
| 16283 -              | 2545 P-L     | 24 tháng 9 năm 1960 | Palomar                            | C. J. van Houten, I. van Houten-Groeneveld, T. Gehrels |
| 16284 -              | 2861 P-L     | 24 tháng 9 năm 1960 | Palomar                            | C. J. van Houten, I. van Houten-Groeneveld, T. Gehrels |
| 16285 -              | 3047 P-L     | 24 tháng 9 năm 1960 | Palomar                            | C. J. van Houten, I. van Houten-Groeneveld, T. Gehrels |
| 16286 -              | 4057 P-L     | 24 tháng 9 năm 1960 | Palomar                            | C. J. van Houten, I. van Houten-Groeneveld, T. Gehrels |
| 16287 -              | 4096 P-L     | 24 tháng 9 năm 1960 | Palomar                            | C. J. van Houten, I. van Houten-Groeneveld, T. Gehrels |
| 16288 -              | 4169 P-L     | 24 tháng 9 năm 1960 | Palomar                            | C. J. van Houten, I. van Houten-Groeneveld, T. Gehrels |
| 16289 -              | 4201 P-L     | 24 tháng 9 năm 1960 | Palomar                            | C. J. van Houten, I. van Houten-Groeneveld, T. Gehrels |
| 16290 -              | 4204 P-L     | 24 tháng 9 năm 1960 | Palomar                            | C. J. van Houten, I. van Houten-Groeneveld, T. Gehrels |
| 16291 -              | 4315 P-L     | 24 tháng 9 năm 1960 | Palomar                            | C. J. van Houten, I. van Houten-Groeneveld, T. Gehrels |
| 16292 -              | 4557 P-L     | 24 tháng 9 năm 1960 | Palomar                            | C. J. van Houten, I. van Houten-Groeneveld, T. Gehrels |
| 16293 -              | 4613 P-L     | 24 tháng 9 năm 1960 | Palomar                            | C. J. van Houten, I. van Houten-Groeneveld, T. Gehrels |
| 16294 -              | 4758 P-L     | 24 tháng 9 năm 1960 | Palomar                            | C. J. van Houten, I. van Houten-Groeneveld, T. Gehrels |
| 16295 -              | 4820 P-L     | 24 tháng 9 năm 1960 | Palomar                            | C. J. van Houten, I. van Houten-Groeneveld, T. Gehrels |
| 16296 -              | 6308 P-L     | 24 tháng 9 năm 1960 | Palomar                            | C. J. van Houten, I. van Houten-Groeneveld, T. Gehrels |
| 16297 -              | 6346 P-L     | 24 tháng 9 năm 1960 | Palomar                            | C. J. van Houten, I. van Houten-Groeneveld, T. Gehrels |
| 16298 -              | 6529 P-L     | 24 tháng 9 năm 1960 | Palomar                            | C. J. van Houten, I. van Houten-Groeneveld, T. Gehrels |
| 16299 -              | 6566 P-L     | 24 tháng 9 năm 1960 | Palomar                            | C. J. van Houten, I. van Houten-Groeneveld, T. Gehrels |
| 16300 -              | 6569 P-L     | 24 tháng 9 năm 1960 | Palomar                            | C. J. van Houten, I. van Houten-Groeneveld, T. Gehrels |